# Mario Bedogni
Mario Bedogni, all'anagrafe Romeo (Milano, 22 novembre 1923 – Milano, 26 settembre 2017), è stato un hockeista su ghiaccio, allenatore di hockey su ghiaccio, pattinatore di velocità su ghiaccio, pattinatore di velocità a rotelle, hockeista su pista e allenatore di hockey su pista italiano.

## Biografia
Arrivò all'hockey su ghiaccio tardi, al termine della seconda guerra mondiale; in precedenza aveva dapprima praticato il pattinaggio di velocità a rotelle (fu campione italiano nel 1943 nella Gran Fondo 50 km), passando poi al pattinaggio di velocità su ghiaccio, ed infine all'hockey su ghiaccio. Ad inizio carriera giocò come attaccante, ma passò poi in difesa.
Vestì le maglie delle principali squadre milanesi di quegli anni: Diavoli Rossoneri Milano, HC Milano Inter, HC Milan Inter e Diavoli Hockey Club Milano. È stato l'unico giocatore a vincere almeno uno scudetto con tutte e quattro le compagini, e l'unico a vincere la Spengler Cup sia coi Diavoli Rossoneri che col Milano.
Con la maglia azzurra ha disputato due Olimpiadi invernali, Sankt Moritz 1948 e Cortina d'Ampezzo 1956, e tre tra mondiali di Gruppo B ed il loro antesignano, il Criterium d'Europa, vincendone due (1951 e 1955).
Nel 1971 è stato tra i fondatori dell'HC Como, che ha guidato prima come allenatore-giocatore, poi come allenatore, fino al 1980.
Oltre all'hockey su ghiaccio praticò anche l'hockey su pista, che in quegli anni era giocato in prevalenza nei mesi estivi.

## Palmarès

### Hockey su ghiaccio

#### Club
- Campionato italiano: 5

Diavoli Rossoneri: 1948-1949, 1952-1953
Milano Inter: 1954-1955
Milan Inter: 1957-1958
Diavoli Milano: 1959-1960
- Coppa Spengler: 2

Diavoli Rossoneri: 1950
Milano Inter: 1954

### Pattinaggio di velocità a rotelle
- Campionato italiano - 50 km

1943